# Théâtre romain de Teramo
Le théâtre romain de Teramo est situé dans le centre historique de la ville de Teramo, entre la Via Teatro Antico et la Via Luigi Paris, près de la cathédrale Santa Maria Assunta et à quelques mètres de l'amphithéâtre romain, province de Teramo dans la région des Abruzzes,.
La période de construction du théâtre de Teramo, de la période augustienne, était contemporaine de celle d'autres bâtiments similaires érigés dans les villes voisines telles que : Amiternum, Peltuinum, Hatria et Asculum.

## Historique

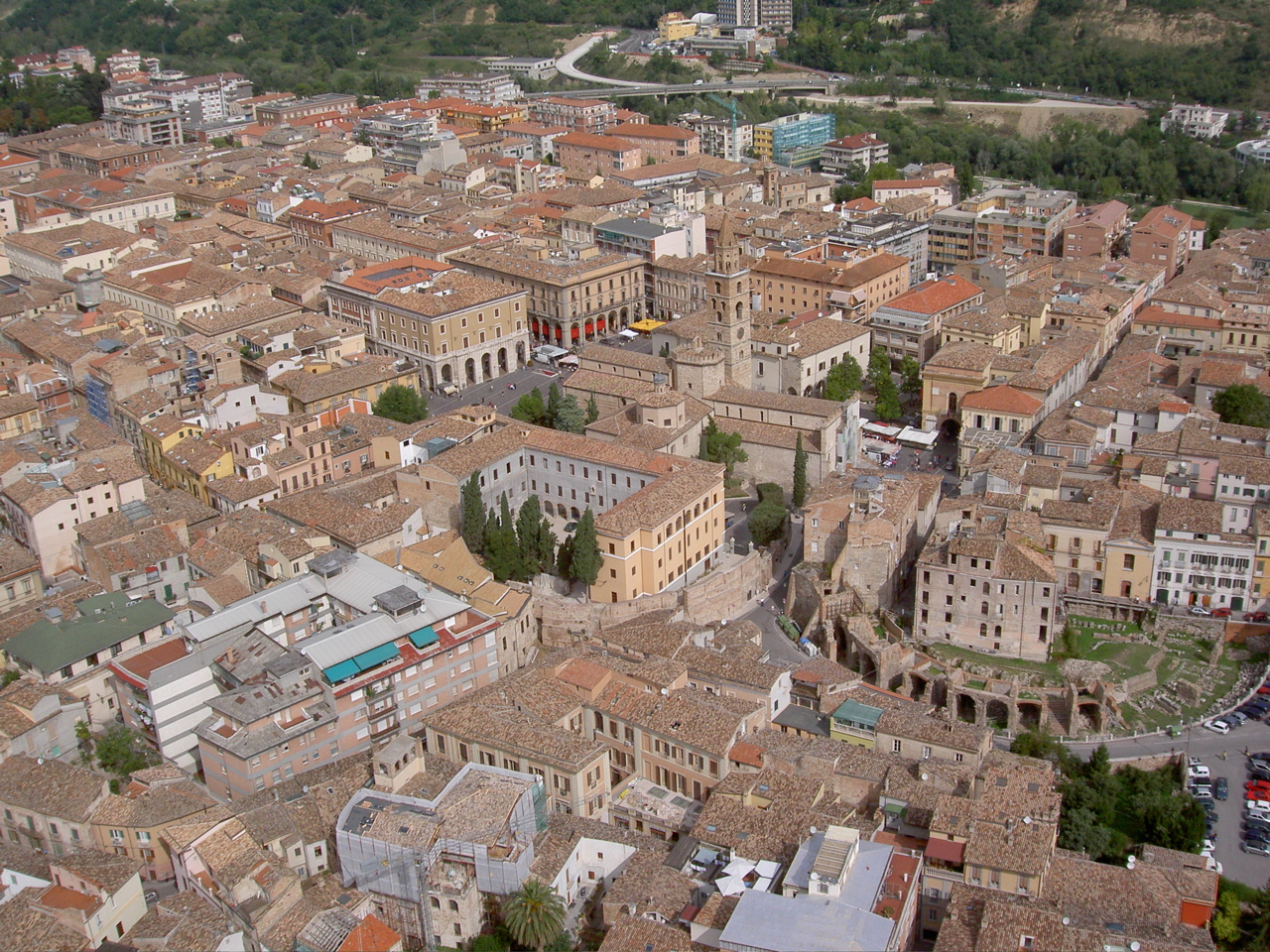
Les sites du Théâtre Romain et de l' Amphithéâtre vus d'en haut en 2008 : à droite la partie du Théâtre mise en lumière avec les palais Adamoli (à droite) et Salvoni (à gauche) à l'intérieur, au centre en arrière-plan la Cathédrale de Teramo, devant lequel est visible le séminaire érigé à l'intérieur de l'Amphithéâtre.

Construit à l'époque augustéenne, il présentait de riches décorations sur l'élévation de la scène créée en 30 av. J.-C., disposées en niches alternées de forme rectangulaire et semi-circulaire. Le monument a été élevé dans le secteur ouest de la ville, probablement à l'intérieur des murs, et a été placé à l'entrée de la ville au niveau du diverticulum de la Via Caecilia qui reliait Interamnia Praetuttiorum (it) (Prétutiens) à Rome.

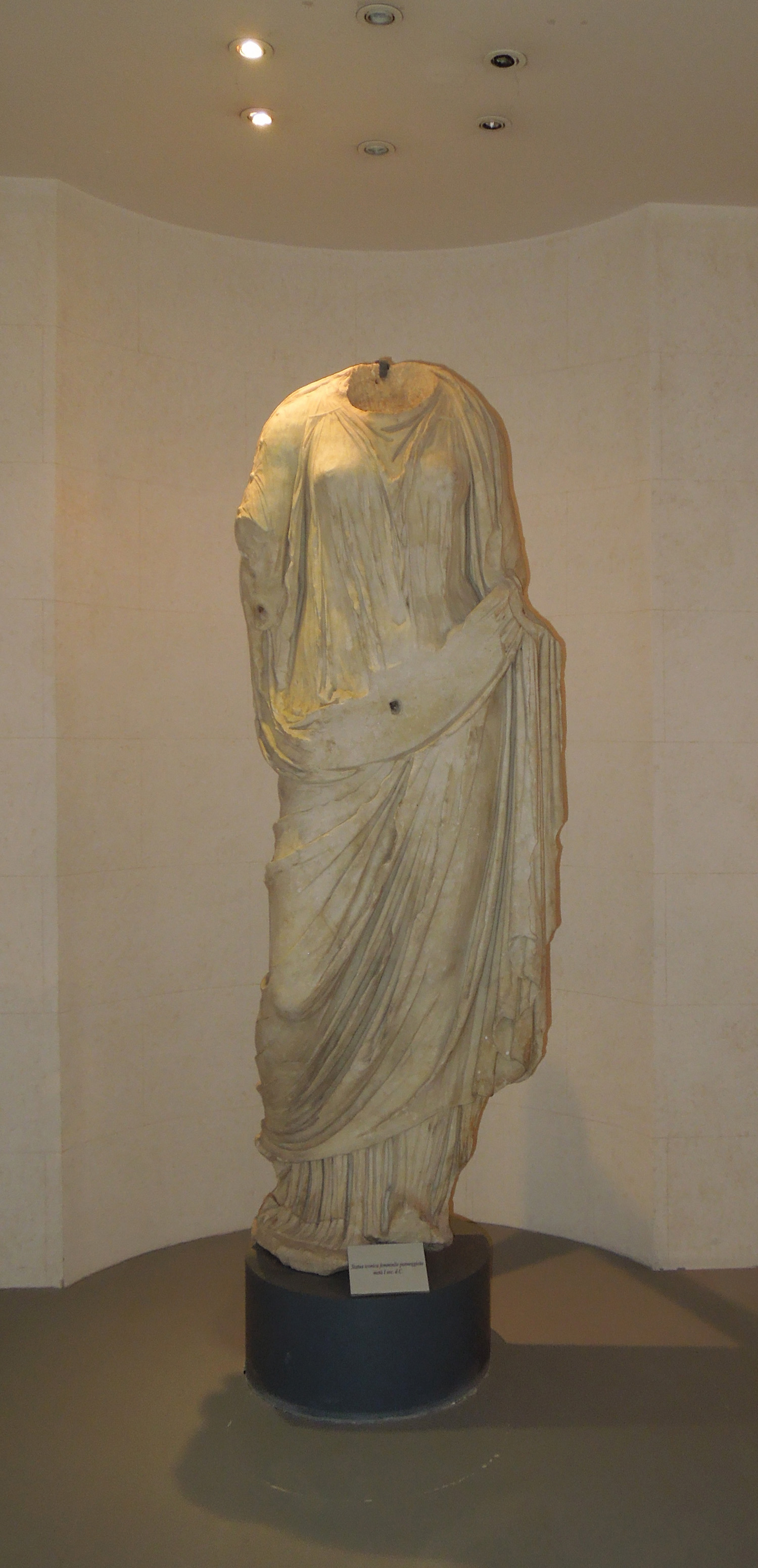
La statue sans tête conservée au musée de Teramo.

Au musée archéologique de Teramo est exposée une statue féminine sans tête en marbre grec, trouvée en 1942, faisant probablement partie d'un cycle statuaire dynastique conçu sous le gouvernement d'Auguste qui fut ensuite agrandi et mis en œuvre probablement sous le gouvernement de l'empereur Claude et dont en plus nous sont parvenues deux inscriptions qui mentionnent les fils adoptifs d'Auguste décédés prématurément Lucius César et Caius César.
Au Moyen Âge, le théâtre a subi le même sort que de nombreuses autres œuvres monumentales romaines, dont l'amphithéâtre voisin, c'est-à-dire qu'il a été utilisé comme carrière de matériaux pour la construction de divers bâtiments voisins, en particulier pour celui de la Cathédrale de Teramo construite au XIIe siècle dans la zone nord-ouest adjacente au site archéologique du théâtre. Dans le mur extérieur nord-est de la cathédrale et dans certaines parties intérieures, il est donc encore possible d'observer des pierres sculptées qui ont été retirées des édifices romains.

### La récupération de la zone archéologique

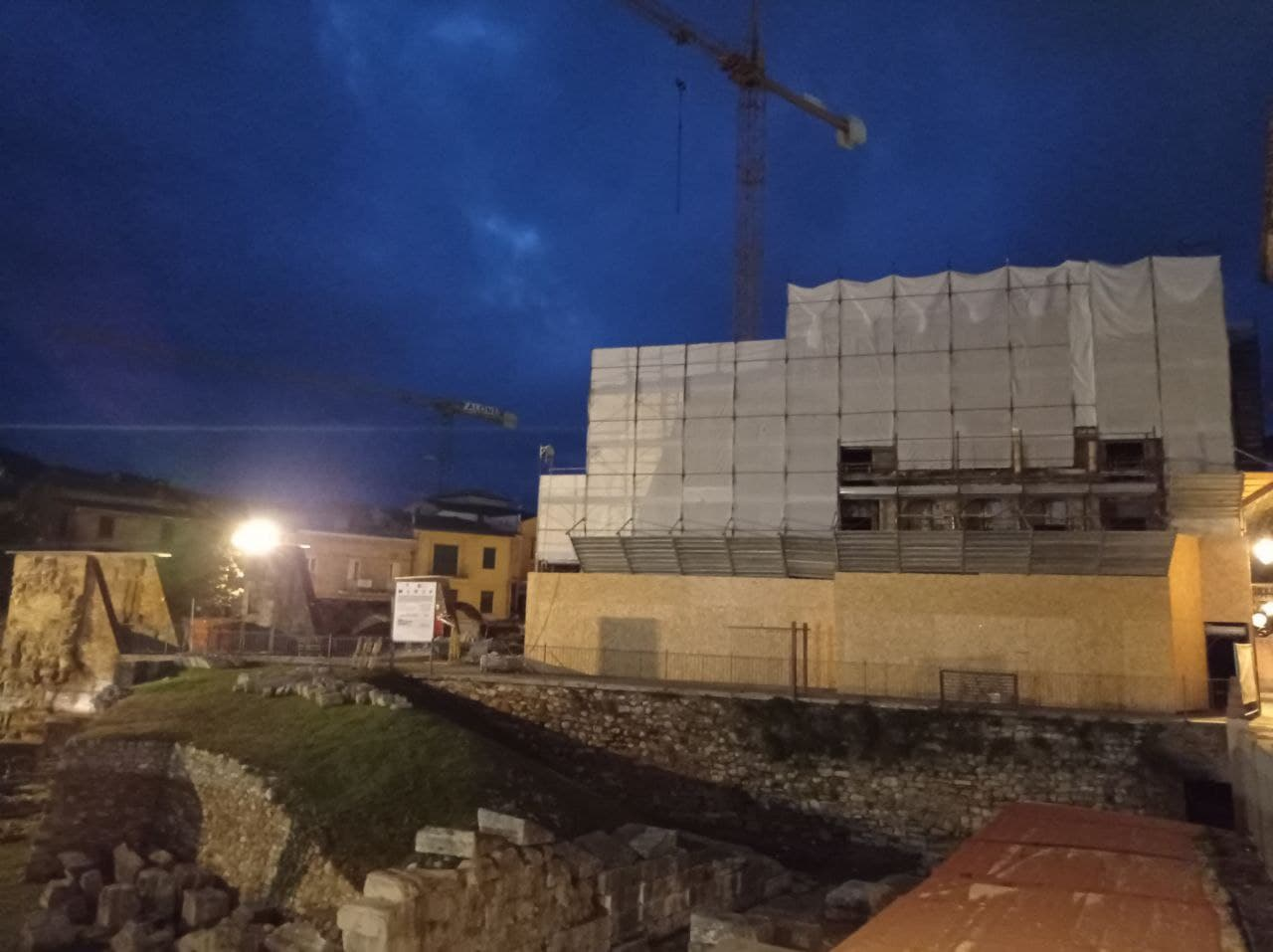
La démolition du Palazzo Adamoli en janvier 2022.

Les fouilles dans le centre historique de Teramo pour la récupération du théâtre romain ont été soumises à de longues vicissitudes. Pendant longtemps, la scène est restée cachée par la zone urbaine située au-dessus, comprenant entre autres les palais Adamoli et Salvoni construits à la fin du XIXe siècle. 
C'est l'historien et archéologue de Teramo Francesco Savini qui a découvert, au cours du XXe siècle, que sous cette zone urbaine se trouvait le théâtre dans son intégralité. Au départ l'archéologue pensait enquêter sur les vestiges de l'amphithéâtre mais par la suite la découverte d'éléments de la scène et de l'orchestra constitua pour lui la preuve que le bâtiment exploré était un théâtre romain. Il mène quatre campagnes de fouilles à partir de projets à ses frais. Il présenta plus tard un projet à l'Académie des Lyncéens et reçut en 1915 un financement de la Surintendance des Antiquités des Marches, des Abruzzes et de la Dalmatie, mais la Première Guerre mondiale interrompit brusquement les travaux qui ne furent réalisés que dans une moindre mesure après la fin de celle-ci.
En 1934, le maire fasciste Giovanni Lucangeli commença la démolition de certains des bâtiments qui surgissaient d'une partie du théâtre romain, dont l'isolement et la récupération avaient été planifiés par les ingénieurs Sigismondo Montani et Andrea Cardellini. Pendant les travaux, le théâtr eromain s'est distingué de l'amphithéâtre voisin qui, au XVIe siècle, avant la démolition des structures internes survenue au XVIIIe siècle pour faire place au séminaire épiscopal d'Aprutino, était décrit par l'évêque de Teramo Giulio Ricci.
Le Ministre de l'Éducation Nationale Giuseppe Bottai se rendit à Teramo en 1937 pour inspecter le théâtre et les premières urgences de l'amphithéâtre, prenant la décision de financer la récupération des deux découvertes romaines. La démolition fut à nouveau interrompue à cause de la guerre et le financement fut perdu.
À partir de ce moment, des litiges juridiques s'ajoutent également à l'abandon. En 1999, Giovanna Melandri, alors ministre du Patrimoine culturel, a alloué 900 millions de lires pour l'achat du palais Adamoli, en vue de sa démolition. Cependant, la Surintendance n'a pas exercé le droit de préemption et, à la suite de nombreux actes de vente entre entreprises privées, le bâtiment a finalement été acheté par la région des Abruzzes pour un million deux cent cinquante mille euros, soit environ trois fois le prix initialement fixé par le ministère. 
Des travaux de démolition sont en cours depuis 2007 et permettront de mettre au jour une autre partie du monument. Cependant, le chantier reste inachevé et le Palazzo Adamoli, à la suite du Séisme du 6 avril 2009 à L'Aquila, fait l'objet d'une nouvelle consolidation des structures. De nombreuses controverses ont également eu lieu concernant d'autres actes de spéculation sur les deux bâtiments à démolir.
Jusqu'en 2021, seule la partie est de la scène avait été mise en lumière tandis qu'une grande partie de l'orchestre et de la salle restait oblitérée par les bâtiments situés au-dessus.
En décembre 2021, le chantier a été lancé pour procéder enfin à la démolition des deux bâtiments, pour la « refonctionnalisation » du théâtre et pour le réaménagement des abords. Les deux bâtiments sont donc démontés étage par étage pour éviter d'endommager les structures sous-jacentes.

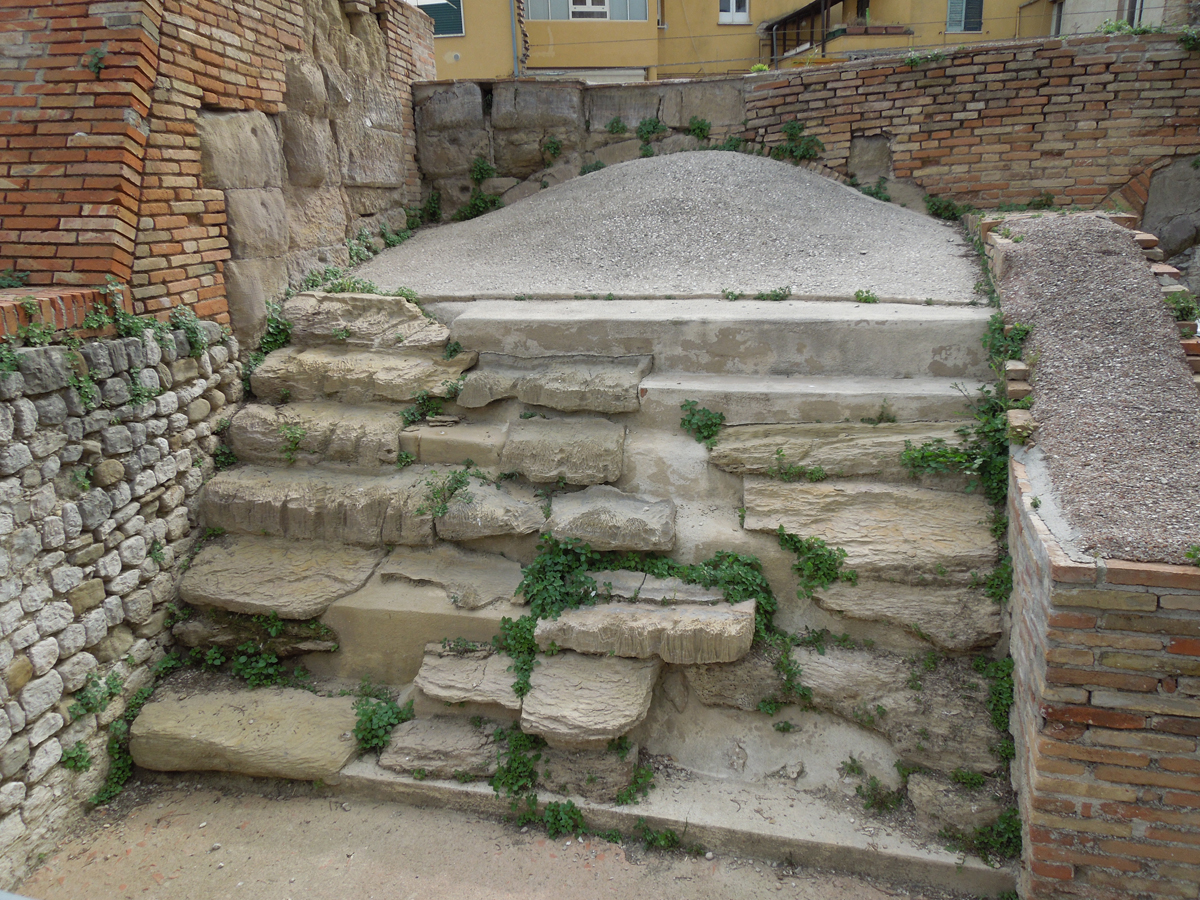
Des vestiges de l'intérieur.
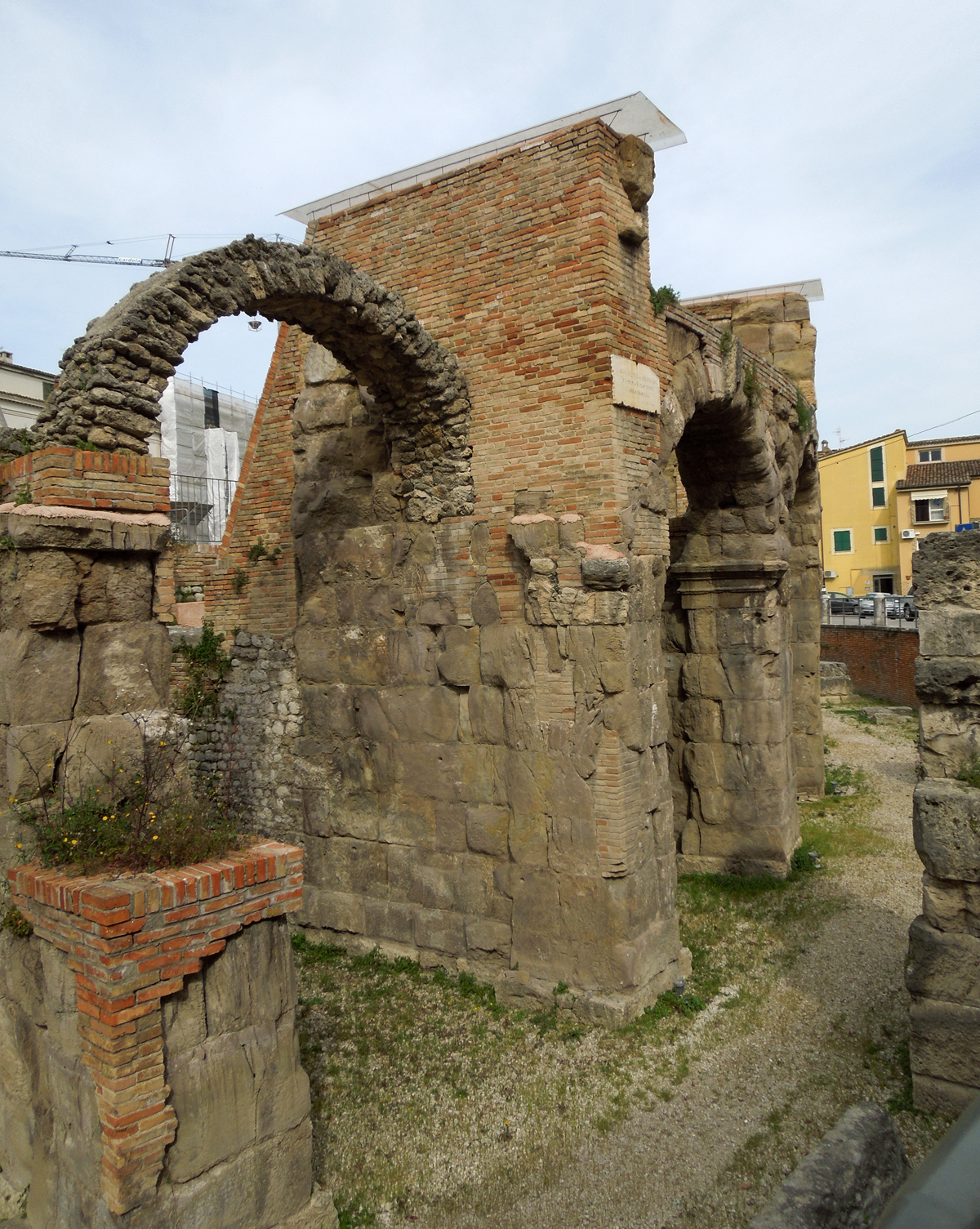
Ledétail des piliers en opus quadratum.
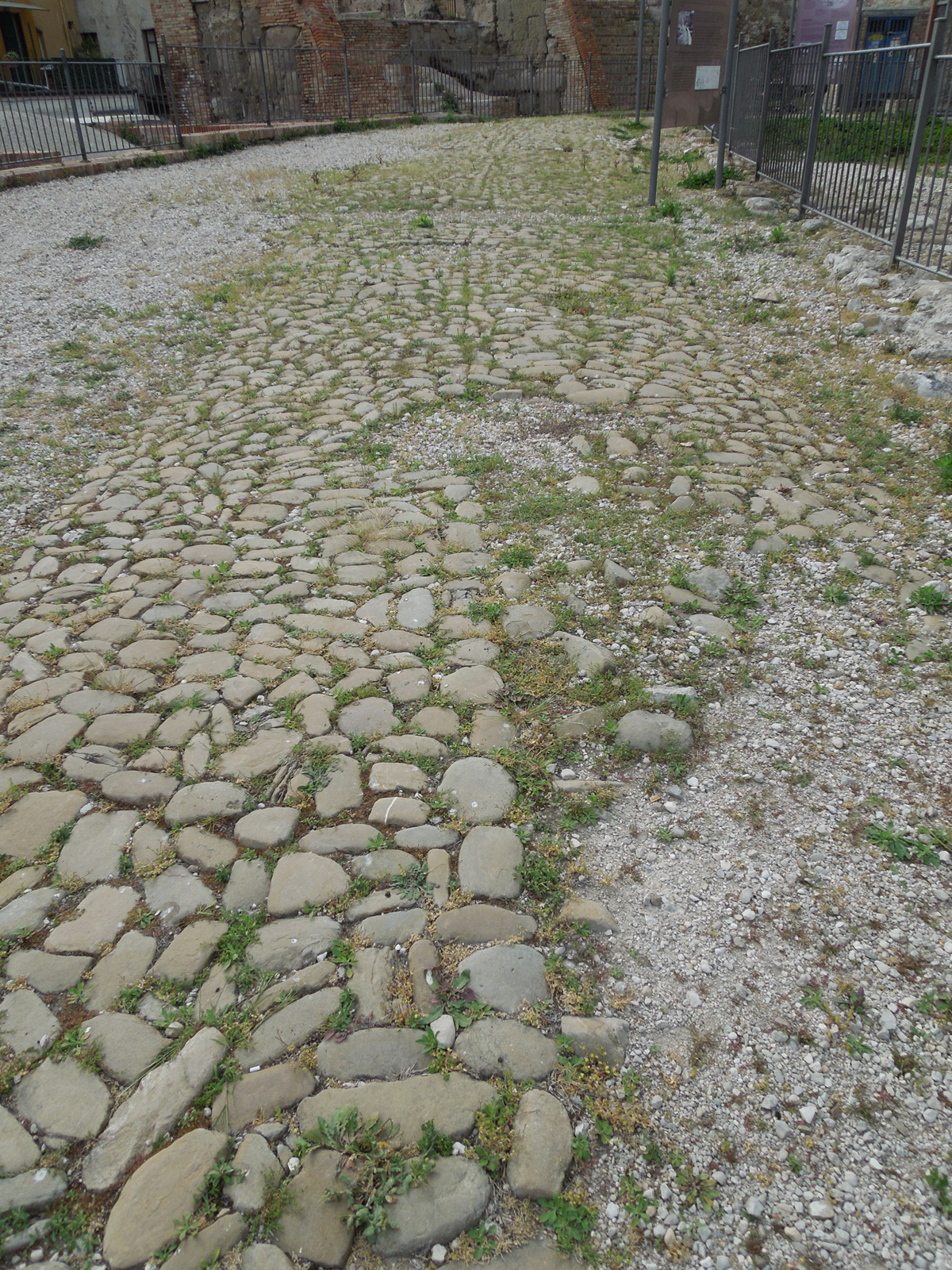
Des vestiges du revêtement de sol.
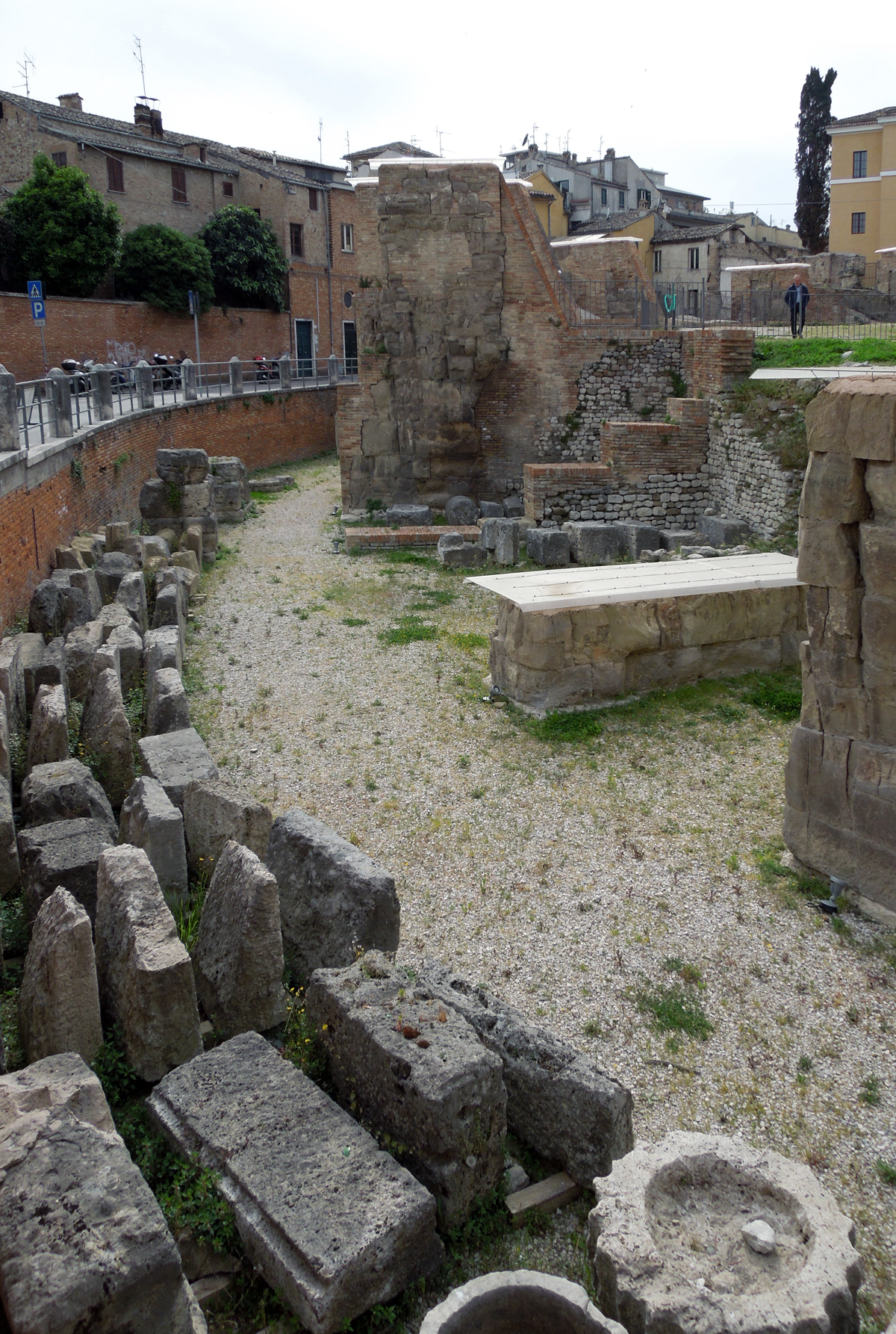
Le couloir périphérique.

## Architecture
Les vestiges de l'ensemble architectural sont situés entre 2,50 et 3 m sous le niveau actuel de la rue et montrent que la structure originale pouvait accueillir environ trois mille 3 000 spectateurs sur les marches semi-circulaires de la cavea, d'un diamètre de 78 m.
La structure interne a été divisée en 21 secteurs radiaux. Le périmètre de la façade extérieure était probablement constitué de deux ordres d'arcs superposés, reposant sur des piliers en opus quadratum, disposés successivement. Seuls deux de l'étage inférieur restent visibles. Les voûtes qui soutenaient l'auditorium étaient en ciment. 
Il reste également quatorze marches en travertin qui faisaient partie d'une des marches qui permettaient aux spectateurs de sortir par la vomitoria.

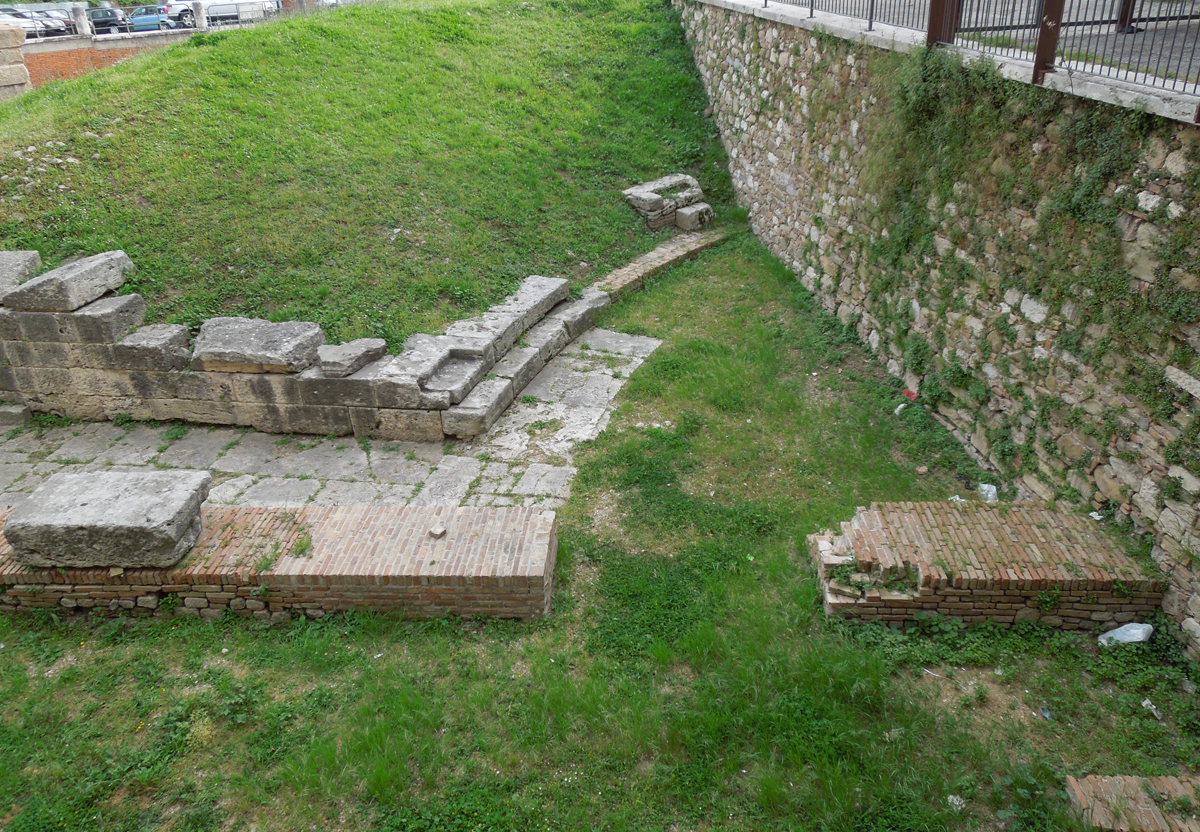
Une partie de l'orchestra.
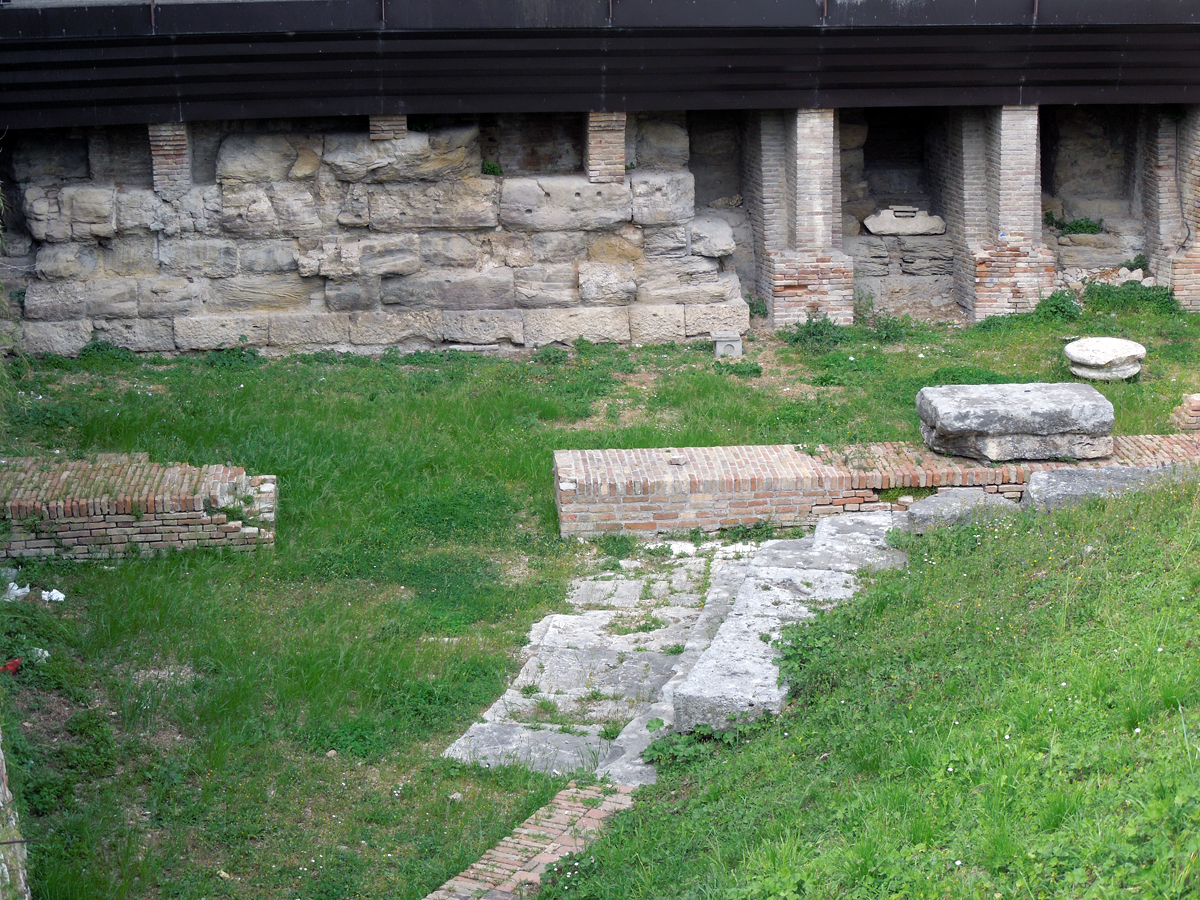
Les vestiges de la scène.
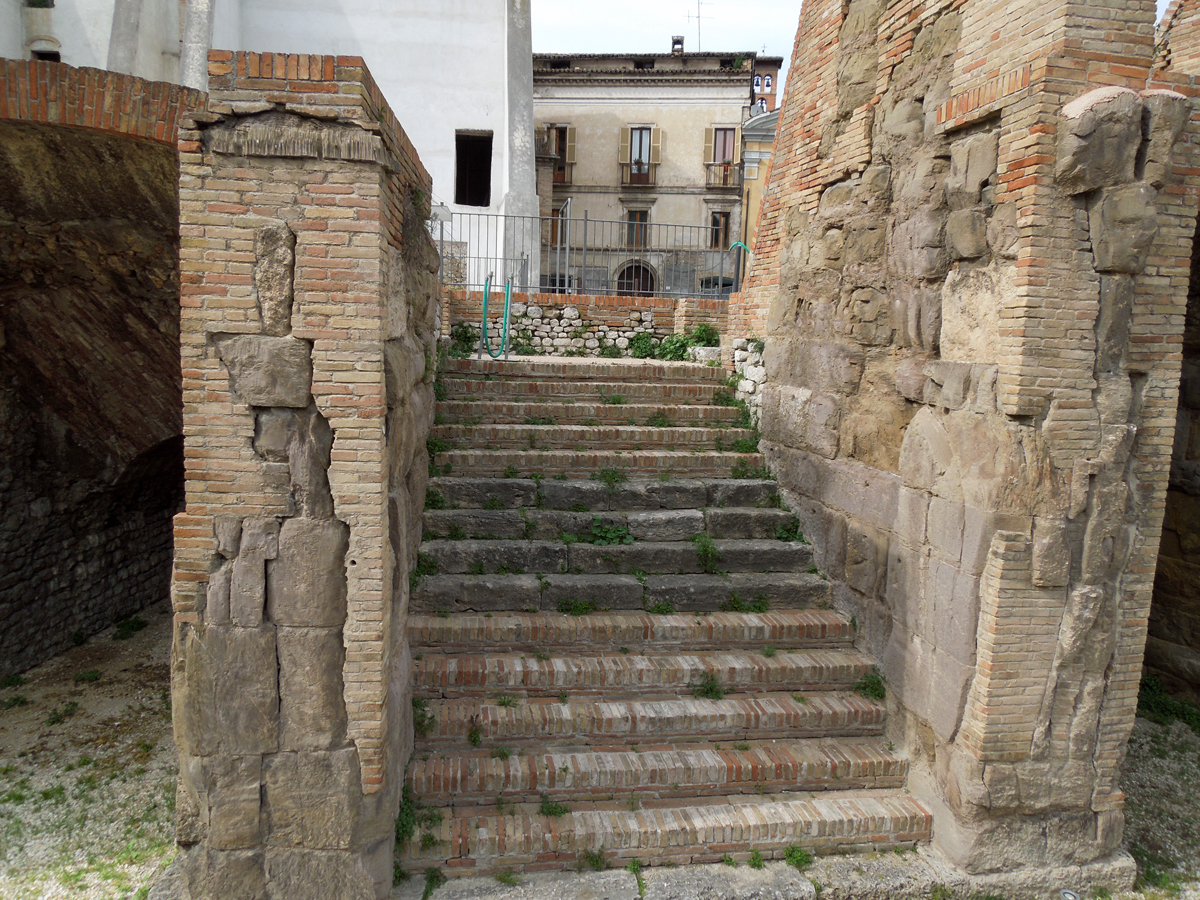
Le vomitorium
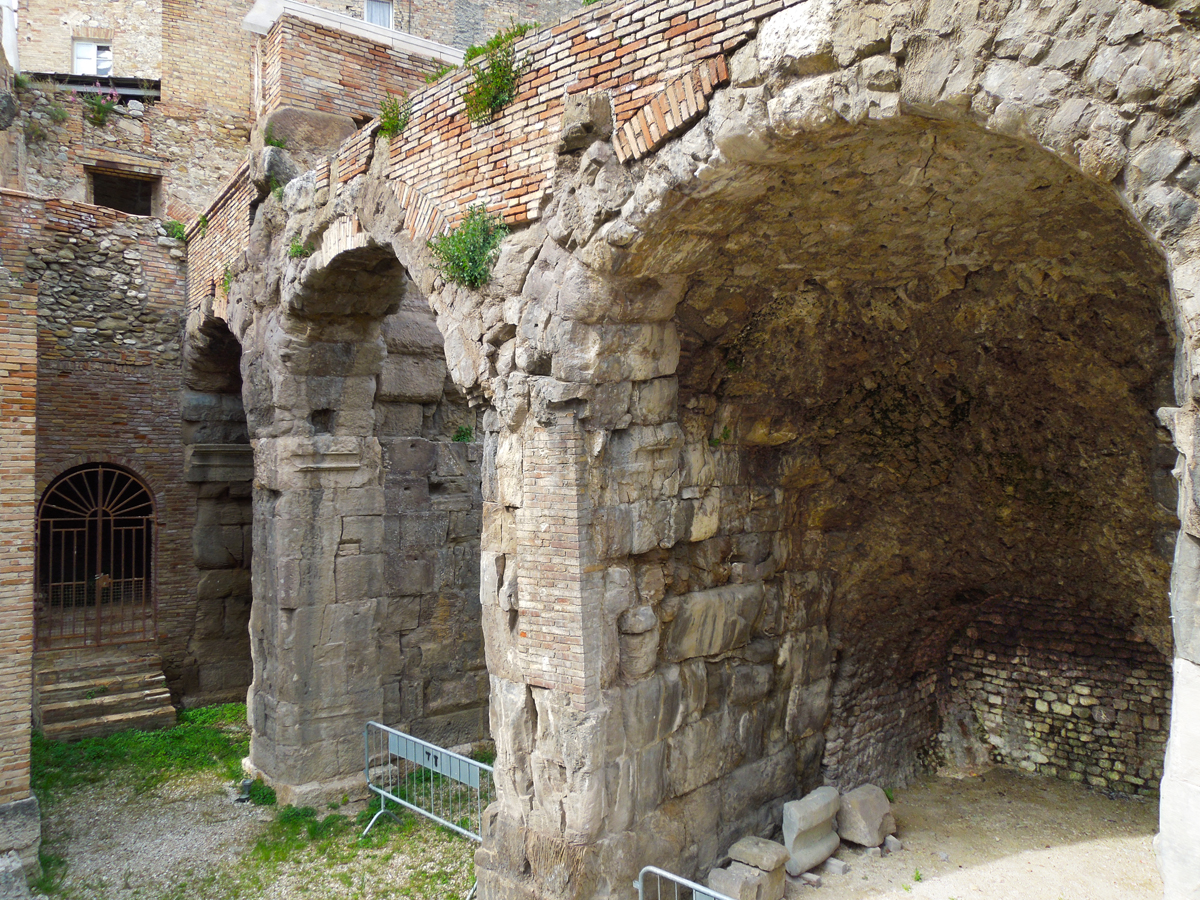
La voûte intérieure.
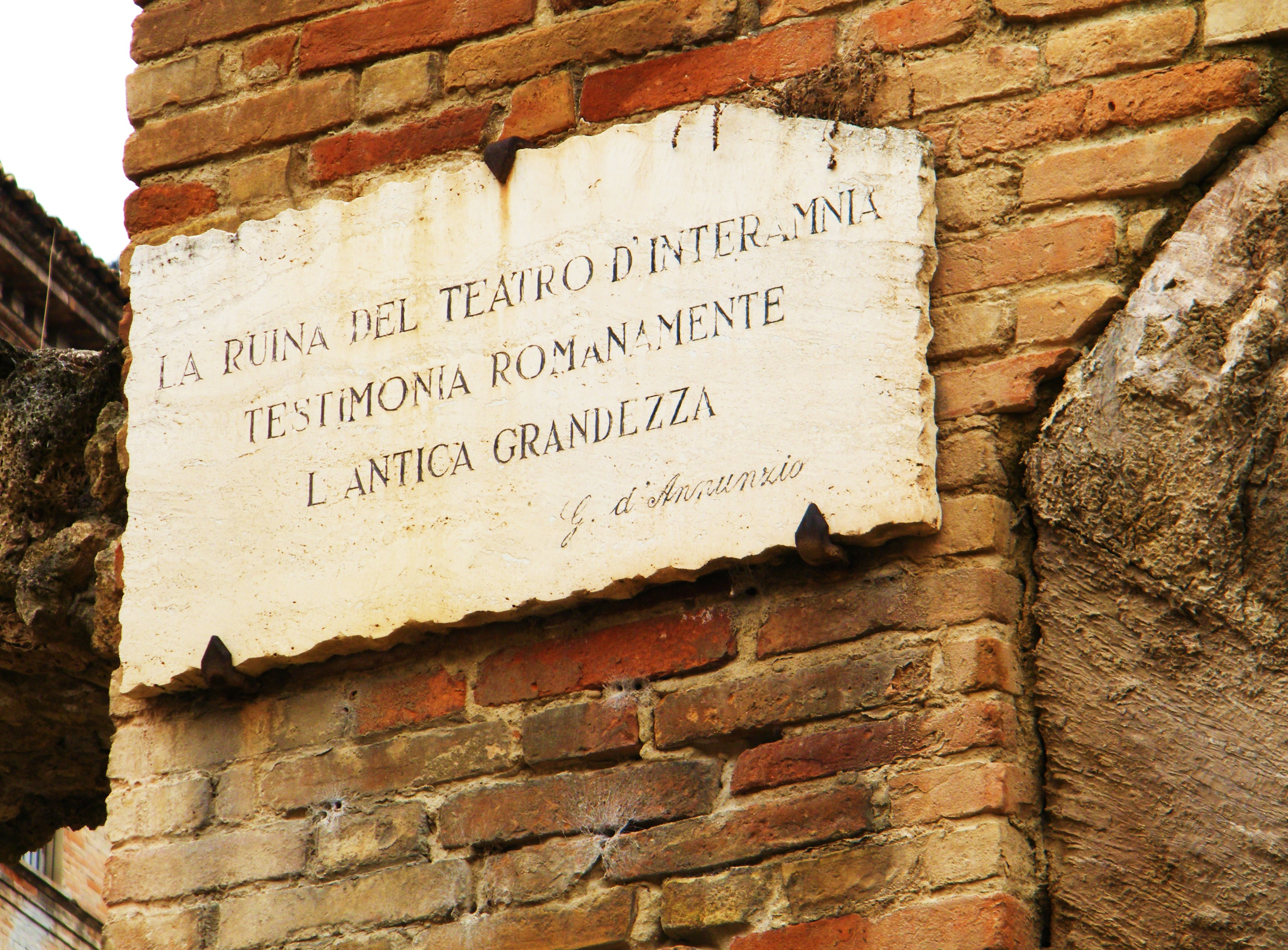
L'épigraphe gravée des paroles dédiées par Gabriele D'Annunzio au théâtre.
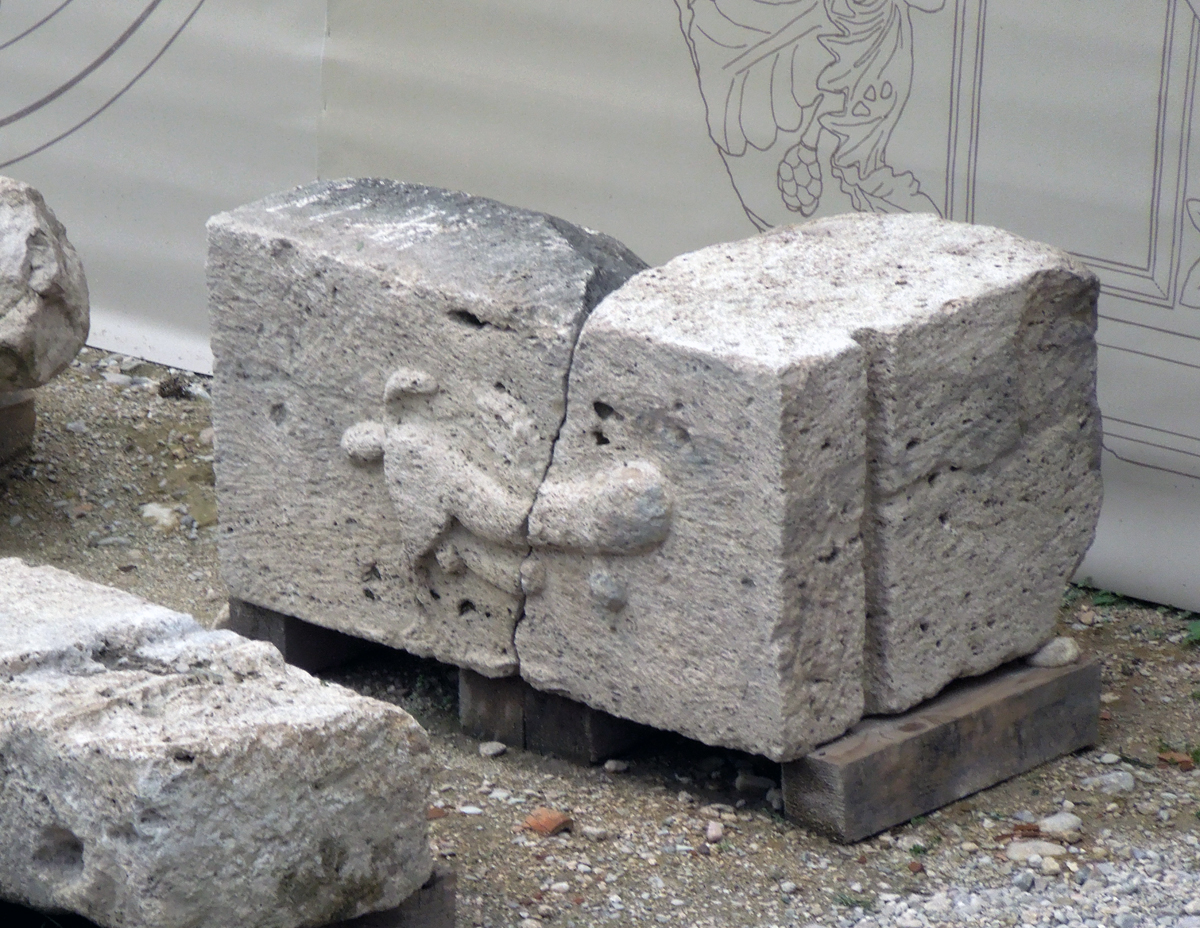
Une partie en travertin portant un bas-relief, représentant un phallus ailé.